# Koga (cráter)
Koga es un cráter de impacto del planeta Marte situado al norte del cráter Tugaske y al oeste de Nhill, a 29.3° sur y 103.8º oeste (véase la imagen). El impacto causó un boquete de 19 kilómetros de diámetro llegando a una profundidad de 1.2 kilómetros. El nombre fue aprobado en 1991 por la Unión Astronómica Internacional, haciendo referencia a la localidad homónima de Tanzania.
Según los datos de la agencia científica United States Geological Survey, la edad de dicha zona y alrededores estaría comprendida entre los 3,8 y 3,5 billones de años atrás, a finales de la Era Noeica.